# Jacaraci
Jacaraci est une municipalité brésilienne de l'État de Bahia et la Microrégion de Guanambi.